# Josef Schmid (Mathematiker)
Josef Schmid (* 31. Mai 1925; † 27. Juni 2013 in Feldkirch) war ein österreichischer Mathematiker.
Schmid wurde 1952 an der Universität Innsbruck promoviert und war dort als Universitätsdozent tätig. Es folgte ein zweijähriger Studienaufenthalt an der Princeton University bei Albert William Tucker. Dort hörte er auch Vorlesungen bei Emil Artin. Er wurde 1965 zum außerordentlichen Professor an der Universität Freiburg (Schweiz) ernannt, 1967 erfolgte die Berufung zum ordentlichen Professor für Mathematik. Er war von 1973 bis 1974 Dekan der Mathematisch-Naturwissenschaftlichen Fakultät der Universität Freiburg. 1990 wurde er emeritiert; sein Nachfolger wurde Ernst Ruh.
Lehr- und Forschungsschwerpunkte waren die Differentialgeometrie, algebraische Geometrie, algebraische Topologie und die homologische Algebra.
Saunders Mac Lane dankte Schmid für Hilfe bei der Erstellung seines Grundlagenwerkes "Homology".
Schmids Arbeit A remark on characteristic polynomials von 1970, die 2002 in der Übersicht Gems of Exposition in Elementary Linear Algebra Erwähnung fand, wird bis heute gelegentlich in Einführungen in die Lineare Algebra verwendet.

## Schriften
- Ein idealtheoretischer Beweis des Kriteriums von Plucker-Clebsch. In: Monatshefte für Mathematik. Bd. 55 (1951), H. 3, S. 233–241, doi:10.1007/BF01318539 (online).
- Ein Beweis eines Dimensionssatzes der algebraischen Geometrie. In: Archiv der Mathematik. Bd. 8 (1957), H. 1, S. 39–42, doi:10.1007/BF01898436.
- Über eine Klasse von Verkettungen. In: Mathematische Zeitschrift. Bd. 81 (1963), H. 3, S. 187–205, doi:10.1007/BF01111542 (online).
- Zu den Reduktionssätzen in der homologischen Theorie der Gruppen. In: Archiv der Mathematik. Bd. 15 (1964), H. 1, doi:10.1007/BF01589164.
- Zum Begriff des linearen Zusammenhanges. In: Monatshefte für Mathematik. Bd. 68 (1964), H. 4, S. 326–367, doi:10.1007/BF01302973 (online).
- A remark on characteristic polynomials. The American Mathematical Monthly, 1970, 77. Jg., Nr. 9, S. 998–999. Abgedruckt in: S. Montgomery et al. (Hrsg.): Selected papers on algebra. Mathematical Association of America, Washington, 1977, Band 3, S. 332–333